# Cliffside
Cliffside – jednostka osadnicza w Stanach Zjednoczonych, w stanie Karolina Północna, w hrabstwie Rutherford.